# Sulz (Áustria)
Sulz é um município da Áustria, situado no distrito de Feldkirch, no estado de Vorarlberg. Tem 3,01 km² de área e sua população em 2019 foi estimada em 2.593 habitantes.